# Лаонік Халкоконділ
Лаонік Халко(ко)нділ (дав.-гр. Λαόνικος Χαλκοκονδύλης * близько 1430 р.; † близько 1490) — візантійський історик.

## Біографія
Лаонік Халкоконділ походив зі шляхетної родини, син Георгія і двоюрідний брат Димитрія Халкоконділа. Після сварки батька з флорентійськими герцогами Афін сім'я втекла на півострів Пелопоннес, де — згідно з Кіріаком з Анкони — Лаонік жив при дворі Костянтина Палеолога. У 1440-х роках жив у Містрі, навчався у Геміста Георгія Пліфона. У своїх «Історіях» (10 книг) описав події 1298—1463 років, особливо докладно — падіння Візантії та піднесення Османської імперії. Падіння Константинополя він порівнював із падінням Трої. Праця Халкокондила містить також цінні відомості про народи Південної та Східної Європи (так званий «Скіфський фрагмент»).
Стилістично, однак, він орієнтувався на Фукідіда, і твір є відповідно вишуканим з мовного погляду; прикро, що Лаонікос практично не подає хронологічної інформації про послідовність подій. Його джерелами були переважно усні розповіді різного походження; здається, він дуже мало покладався на письмові джерела.
Про пересування і дії Лаоніка після 1447 року достовірно нічого не відомо.

## Видання і переклади
- Anthony Kaldellis (Hrsg.): Laonikos Chalkokondyles. The Histories. 2 Bände. Harvard University Press, Cambridge, MA/London 2014. [грецький текст і англійський переклад]